# Битва при Полліурі (1780)
Битва при Полліурі (також битва за Полліур, битва за Перамбакам) відбулася 10 вересня 1780 року на території сучасного штату Тамілнаду. Є складовою частиною другої англо-майсурської війни. Ще одна битва при Полліурі відбулася 1781 року.

## Короткий зміст
6 вересня 1780-го близько 4000 вояків під орудою офіцера Вільяма Бейлі, котрий намагався долучитися до Мунро, були заблоковані. Сили Ост-Індської компанії зазнали великих втрат та були змушені здатися. Це був найбільший розгром британських сил в Індії до битви при Хілліавалі.
З 3853 вояків під орудою Бейлі після винищення потрапили в полон лише 200 солдатів і 50 офіцерів, Бейлі доправили до Шрірангапатнама. Пізніше з Калькутти прибуло підкріплення, Ейре Кут зумів стабілізувати ситуацію та здійснити контратаку. В тому ж районі через рік відбулася друга битва при Полліурі, Ейре Кут зумів перемогти сили Тіпу Султана.

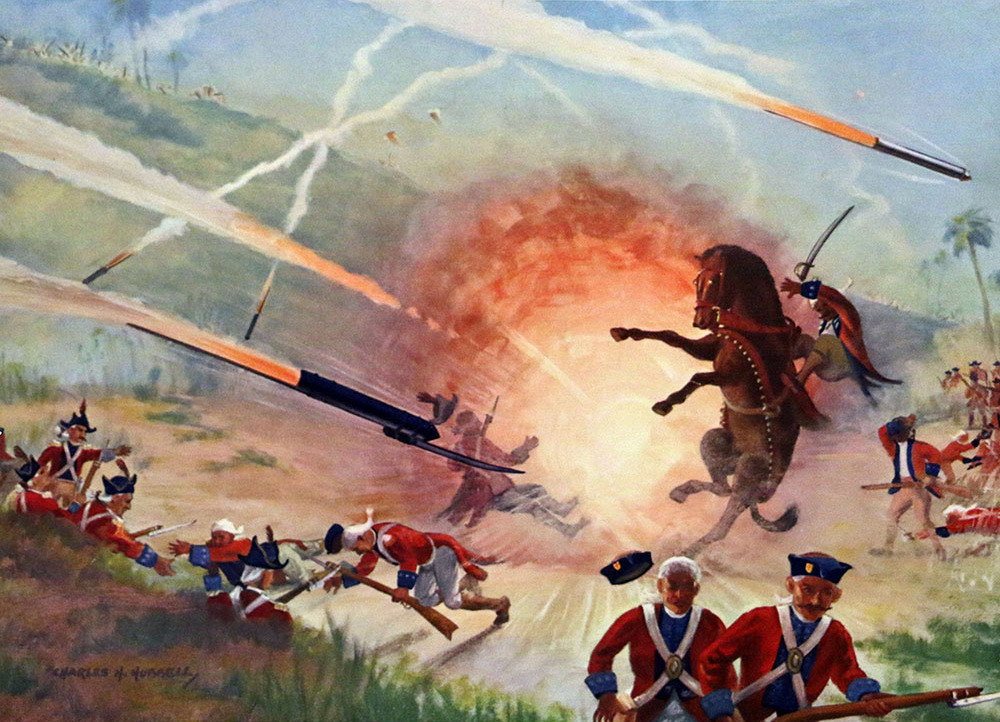
Застосування ракет в битві при Полліурі

Майсурські сили в битві застосували ракети, які виявилися набагато ефективнішими за ті, що раніше бачили представники Ост-Індійської компанії, дальність сягала до 2 км.